# Jagdgeschwader 110
110-та винищувальна ескадра (нім. Jagdgeschwader 110 (JG 110) — винищувальна ескадра Люфтваффе за часів Другої світової війни.

## Історія
110-та винищувальна ескадра заснована 15 жовтня 1943 року на аеродромі поблизу міста Альтенбург шляхом розгортання штабу 10-ї авіаційної школи «сліпих» польотів (нім. Stab/Blindflugschule 10). Оснащувалася навчально-тренувальними літаками Ar 96, Me 108, винищувачами типу Messerschmitt Bf 109 та Fw 190 тощо, а також літаками італійського виробництва. 15 березня 1945 року розформована.

## Командування

### Командири
- оберст Макс Герштенбергер (нім. Max Gerstenberger) (15 жовтня 1943 — 15 березня 1945)

## Бойовий склад 110-ї винищувальної ескадри
- Штаб (Stab/JG110)
- 1-ша ескадрилья (1./JG110)
- 2-га ескадрилья (2./JG110)
- 3-тя ескадрилья (3./JG110)
- 4-та ескадрилья (4./JG110)